# Черкасов, Александр Владимирович
Алекса́ндр Влади́мирович Черка́сов (род. 17 июня 1966, Москва) — российский правозащитник и журналист, председатель совета правозащитного центра «Мемориал» (2012—2022; до закрытия). Лауреат премии Московской Хельсинской группы (2019) за исторический вклад в защиту прав человека и в правозащитное движение.
Под руководством Александра Черкасова возглавляемая им организация «Мемориал» получила Нобелевскую премию мира.

## Биография
Родился в Москве 17 июня 1966 года. Родители были научными сотрудниками. Мать работала в НИИ элементоорганических соединений с Еленой Цезаревной Чуковской. В 1983 году Александр закончил московскую школу № 57. Сразу после школы сдавал экзамены на мехмат МГУ, но не поступил и устроился на работу в Институт атомной энергии имени Курчатова, где проработал 15 лет. В начале девяностых годов также работал сторожем. В 1984 году поступил в Национальный исследовательский ядерный университет «МИФИ», окончил его в 1991 году по специальности «инженер-физик».

### Правозащитная деятельность
С 1989 года — активист «Мемориала». Сначала работал на волонтёрских началах, затем устроился в качестве сотрудника. В 1990 году внутри Общества «Мемориал» при непосредственном участии Александра Черкасова был создан Правозащитный центр, работа которого была сфокусирована на вопросах соблюдения прав человека, в том числе в «горячих точках» на постсоветском пространстве. С 24 мая 2012 года по 5 апреля 2022 года был председателем совета ПЦ «Мемориал». После ликвидации российского «Мемориала» 2 июня 2022 года Александр Черкасов уехал из России в эмиграцию.
30 мая 2025 года был внесён Министерством юстиции России в реестр «иностранных агентов».

#### Экспедиции в составе правозащитных миссий
В начале 1990-х годов Александр Черкасов неоднократно участвовал в миссиях правозащитников в «горячие точки» — Армению, Азербайджан (Нагорный Карабах), Грузию, Молдавию (Приднестровье).
Осенью 1993 года Черкасов оказывал помощь пострадавшим с обеих сторон конституционного конфликта в Москве, позднее исследовал причины и ход событий в ходе конфликта.
С 1994 года работал на Северном Кавказе: в Северной Осетии, Ингушетии, Чечне, Дагестане. В ходе Первой и Второй чеченских войн Черкасов неоднократно выезжал в зону боевых действий с исследовательскими, гуманитарными, волонтёрскими и правозащитными целями. Среди прочего, он занимался поиском пропавших без вести, пленных, похищенных, заложников.
В составе организации, в селе Чири-Юрт, занимался созданием списков как пропавших без вести, так и насильственно удерживаемых, а также помощью в освобождении пленных. Общался с пленными в 1996 году в Бамуте, а затем они были освобождены. В августе 2008 года после войны России и Грузии Черкасов также неоднократно выезжал в Южную Осетию и Грузию для сбора информации о ситуации с правами человека и соблюдении норм гуманитарного права обеими воюющими сторонами. Участвовал в подготовке материалов на эту тему, выпущенных ПЦ «Мемориал».

#### Участие в исследовательских программах и публикации
За время работы в ПЦ «Мемориал» Черкасов участвовал в десятках исследовательских программ, по итогам которых были опубликованы статьи, доклады и монографии. В том числе:
- Исследовательская программа «История инакомыслия в СССР. 1954—1987 гг.»[13]
- «За спинами мирных жителей» (о практике заложничества со стороны федеральных сил)
- Ольга Трусевич, Александр Черкасов. «Неизвестный солдат Кавказской войны» (о пленных и пропавших без вести российских военнослужащих в ходе первой чеченской войны)
- Россия-Чечня: цепь ошибок и преступлений 1994—1996 / Сост. О. П. Орлов и А. В. Черкасов. — М.: Мемориал: Права человека, 2010. — С. 424. ISBN 978-5-7712-0420-8
- «Точечные удары» (о неизбирательных артобстрелах, ракетных и авиаударах в начале второй чеченской войны, «Зачистка» (о массовых убийствах в ходе зачистки села Новые Алды 5 февраля 2000 г.)
- «Чечня: жизнь на войне»
- «Три года мира. Бюллетени Правозащитного центра „Мемориал“. Лето 2006 — лето 2009 гг.»
- А. В. Черкасов и О. П. Орлов. «Хроника вооружённого конфликта», Мемориал.
- Судьба неизвестна. Жители Чеченской Республики, задержанные представителями федеральных силовых структур в ходе вооружённого конфликта и бесследно исчезнувшие или убитые, октябрь 1999 года — 2000 год [Текст] / А. В. Черкасов; [вступ. ст. О. Орлова, А. Черкасова] ISBN 5-7870-0110-5[14]
- «Хроника предсказанной смерти: ликвидация легендарных правозащитных организаций в России» о ликвидации Международного Мемориала и ПЦ «Мемориал». 2022[15]

Кроме того, Александр Черкасов опубликовал несколько сотен статей в различных СМИ, в том числе в Ежедневном журнале, «Новой газете», The New Times и других.

#### Экспертный совет при Уполномоченном по правам человека в России
Весной 2017 года прошло первое заседание Экспертного совета при новом уполномоченном по правам человека Татьяне Москальковой. На этом заседании вопреки сопротивлению некоторых членов совета заместитель председателя совета адвокат Генри Резник предложил «создать постоянную рабочую группу по защите гражданских и политических прав». Кроме Александра Черкасова в группу вошли Людмила Алексеева и Валерий Борщёв (Московская Хельсинкская группа), Олег Орлов, Светлана Ганнушкина (правозащитный центр «Мемориал»), Игорь Каляпин («Комитет против пыток»), Наталья Таубина (фонд «Общественный вердикт»), Григорий Охотин («ОВД-инфо»), Григорий Мельконьянц (движение в защиту прав избирателей «Голос»).

## Награды

### Премия Московской Хельсинской группы
17 мая 2019 Александр Черкасов был удостоен премией Московской Хельсинкской группы в области прав человека «за исторический вклад в защиту прав человека и в правозащитное движение»:
Как «Мемориал» нельзя представить без Александра, так и Александр немыслим вне «Мемориала». 
Кроме Александра Черкасова в разные годы этой премией были удостоены Александр Даниэль (2009), Борис Пустынцев (2011), Олег Орлов (2012), Светлана Ганнушкина (2014), Арсений Рогинский (2015), Юрий Дмитриев (2018), Юлий Рыбаков (2020) и другие.

### Нобелевская премия мира
7 октября 2022 года Нобелевский комитет присудил Нобелевскую премию мира трём номинантам: украинскому «Центру гражданских свобод», белорусскому адвокату Алесю Беляцкому и российскому «Мемориалу». 
«Они на протяжении многих лет отстаивали право критиковать власть и защищать фундаментальные права граждан. Они приложили выдающиеся усилия для документирования военных преступлений, нарушений прав человека и злоупотребления властью. Вместе они демонстрируют значение гражданского общества для мира и демократии»

Мотивировочная часть решения Нобелевского комитета
Вручение Нобелевской премии мира состоялось 10 декабря 2022 года в Осло.

Российский «Мемориал» (без деления на Правозащитный центр и другие структуры) многократно был номинантом на эту премию. Однако в этом году, по словам Александра Черкасова, такое решение стало неожиданностью, поскольку в декабре 2021 года «Мемориал» был ликвидирован Верховным судом по иску Генеральной прокуратуры. 
Мы много лет слышали, что «Мемориал» номинировали на «Нобеля». И каждый раз, отвечая на вопросы, я повторял: «Было бы безумием рассчитывать на премию всерьёз. Но оказаться в списке из сотен несомненно достойных номинантов — это уже много. Там каждый не просто так. Обсуждение номинантов — это разговор об их работе, это ревизия мировой гуманитарной повестки дня» — и так далее.
А в этом году, поскольку нас наконец ликвидировали, никто про Нобелевку не вспоминал. Было совершенно не до этого.
Кроме того, сразу возникают разночтения: какой именно «Мемориал» получил? Это сложно: Путин, когда нас в очередной раз пытались закрывать, году в 2016-м, со значением говорил, что, мол, «Мемориалов» у нас целых три. Знал бы он, бедный, сколько их на самом деле.

Так вот, разумеется, эта Нобелевка не правозащитному центру «Мемориал», председателем совета которого я имел честь быть десять лет, с мая 2012 года, а всему «мемориальскому сообществу» — то есть «Международному Мемориалу», конфедерации «мемориальских» организаций разных стран, выросшей ещё из созданного в конце 1980-х всесоюзного «Мемориала».